# شهرستان سانفلاور (میسیسیپی)
شهرستان سانفلاور، میسیسیپی (به انگلیسی: Sunflower County, Mississippi) یک سکونتگاه مسکونی در ایالات متحده آمریکا است که در ایالت میسیسیپی واقع شده‌است.